# پیتر لوشر
پیتر لوشر، (به آلمانی: Peter Löscher) (زاده ۱۷ سپتامبر ۱۹۵۷) کارآفرین و مدیر ارشد اجرایی اتریشی است، که در فاصله سالهای ۲۰۰۷ تا ۲۰۱۳ مدیر عامل اجرایی شرکت زیمنس بود.
وی دانش‌آموخته رشته ام‌بی‌ای از دانشگاه هاروارد می‌باشد و به زبانهای آلمانی، انگلیسی، فرانسوی، اسپانیایی و ژاپنی تسلط کامل دارد. لوشر سابقه فعالیت در سطح مدیریت ارشد در شرکت‌های مرک اند کو. و سانوفی را دارا می‌باشد.